# 달서구

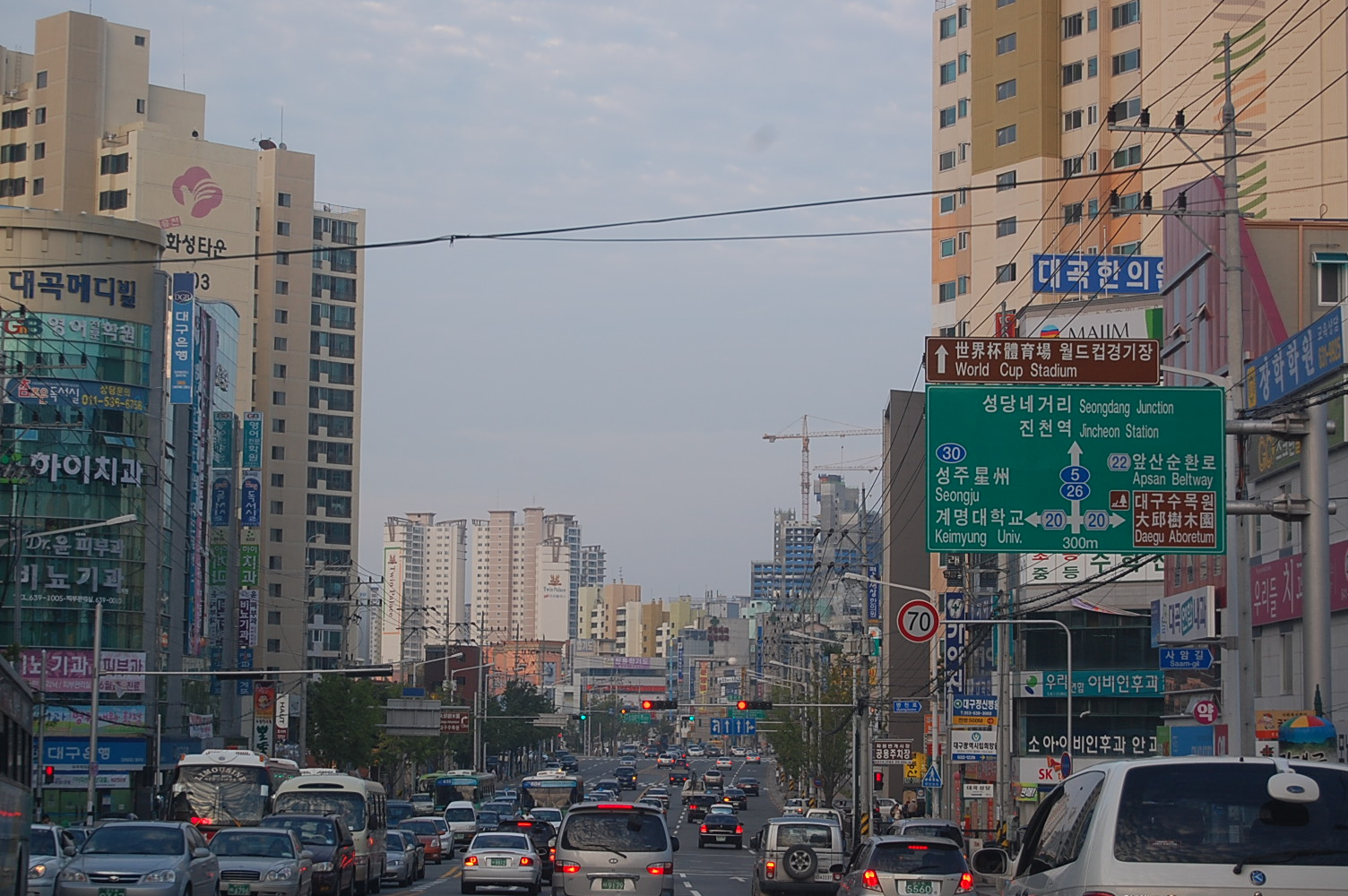
대곡동 대곡역 인근

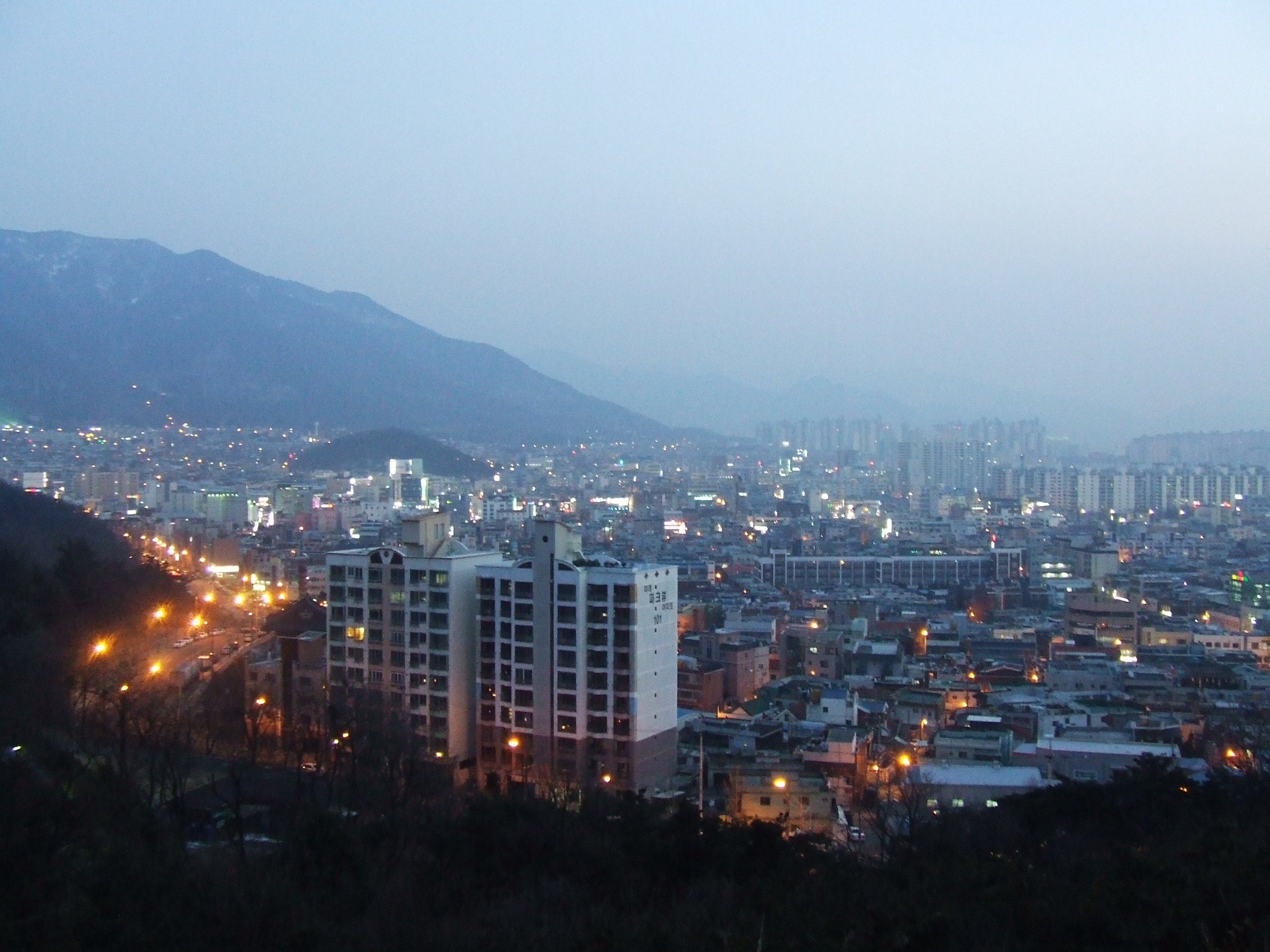
성당동 일대

달서구(達西區)는 대한민국 대구광역시 남서부에 있는 구이다. 달서구는 동경 128°, 북위 35°에 있으며, 동쪽은 성당로를 경계로 남구 대명동, 서쪽으로는 달성군 다사읍, 고령군 다산면, 남쪽으로는 달성군 가창면·화원읍, 북쪽으로는 달구벌대로를 경계로 서구 내당동 및 큰장로를 경계로 중구 남산동과 접경하고 있다.
달서구는 서구와 남구의 일부를 분리하여 만든 자치구다. 대구광역시에서 가장 늦게 설치된 구이지만, 2017년 현재 인구가 58만여 명으로 대구광역시 최대 자치구이자, 전국 2위 규모의 자치구이다. 대한민국 경상북도 청송군과 자매 결연한 도시이다.

## 명칭 유래
'달서'라는 명칭은 1938년까지 존재한 경상북도 달성군 달서면에서 가져왔다. 그러나 달서면은 당시 성서면, 월배면이 함께 존재하였고, 현재의 서구에 더 일치되어서, 명칭에 대한 논란을 부르고 있다.

## 역사
- 1988년 1월 1일 남구 일부와 서구 일부를 관할로 대구직할시 달서구를 설치하였다.[4]
- 1988년 5월 1일 자치구로 승격하였다.[5]
- 1989년 6월 1일 성서2동을 성서2동, 성서4동으로 분동하였다. (15행정동)
- 1990년 6월 1일 월배2동을 월배2동, 월배4동으로, 송현2동을 송현2동, 본동으로 분동하였다. (17행정동)
- 1992년 9월 1일 구청소재지를 월성동 281번지 현 위치로 이전하였다. 월배1동을 월배1동, 월배5동으로 분동하였다. (18행정동)
- 1994년 7월 1일 월배4동을 월배4동, 월배6동으로 분동하였다. (19행정동)
- 1995년 4월 20일 달성군 화원읍 구라리 일부 2.58km2가 성서공단 3차단지로 편입되어 달서구의 면적이 62.26km2로 확장되었다.
- 1996년 1월 1일 성서3동을 성서3동, 신당동으로 분동하였다. 행정동의 명칭을 법정동의 명칭에 맞추기 위해 월배1동을 월성1동으로, 월배2동을 상인2동으로, 월배3동을 진천동으로, 월배4동을 상인1동으로, 월배5동을 월성2동으로, 월배6동을 상인3동으로, 성서1동을 장기동으로, 성서2동을 감삼동으로, 성서3동을 이곡동으로, 성서4동을 죽전동으로 개칭하였다.[6] (20행정동)
- 1997년 3월 15일 상인2동을 상인2동, 도원동으로 분동하였다. (21행정동)
- 2003년 3월 31일 장기동을 장기동, 용산1동, 용산2동으로, 이곡동을 이곡1동, 이곡2동으로 분동하였다.[7] (24행정동)
- 2005년 4월 30일 법정동 파산동(巴山)의 명칭을 호산동(虎山)으로 변경하였다.[8]
- 2011년 5월 9일 성당1동, 성당2동을 성당동으로, 두류1동, 두류2동을 두류1·2동으로 합동하였다.[9] (22행정동)
- 2021년 11월 29일 월성1동의 일부와 진천동을 진천동, 유천동, 월성1동으로 분동하였다. (23행정동)

## 지리
달서구는 동쪽은 성당로를 경계로 남구 대명동, 큰장로를 경계로 중구 남산동, 서쪽으로는 달성군 다사읍, 고령군 다산면, 남쪽으로는 달성군 가창면·화원읍, 북쪽으로는 달구벌대로를 경계로 서구 내당동과 접경하고 있다. 대구 신개발 중심지역으로 구마고속도로가 통과하고, 경부고속도로, 중앙고속도로, 88고속도로가 연결되는 교통의 요충지로서 향후 낙동강변 도로가 건설될 예정으로 있으며, 지하철 1호선의 기점과 지하철 2호선의 통과지점으로 무한한 성장·잠재력이 있는 지역이다. 특히 1988년 월성지구를 시작으로 상인·성서·대곡·용산·장기지구 등 대단위 아파트단지가 조성되면서 인구가 급증하고 있으며, 국토 동남권 최대규모의 첨단산업단지인 성서산업단지가 위치하여 대구경제의 중추적 역할을 담당하고 있다.

## 행정 구역
2022년 3월을 기준으로 주민등록 인구는 다음과 같다

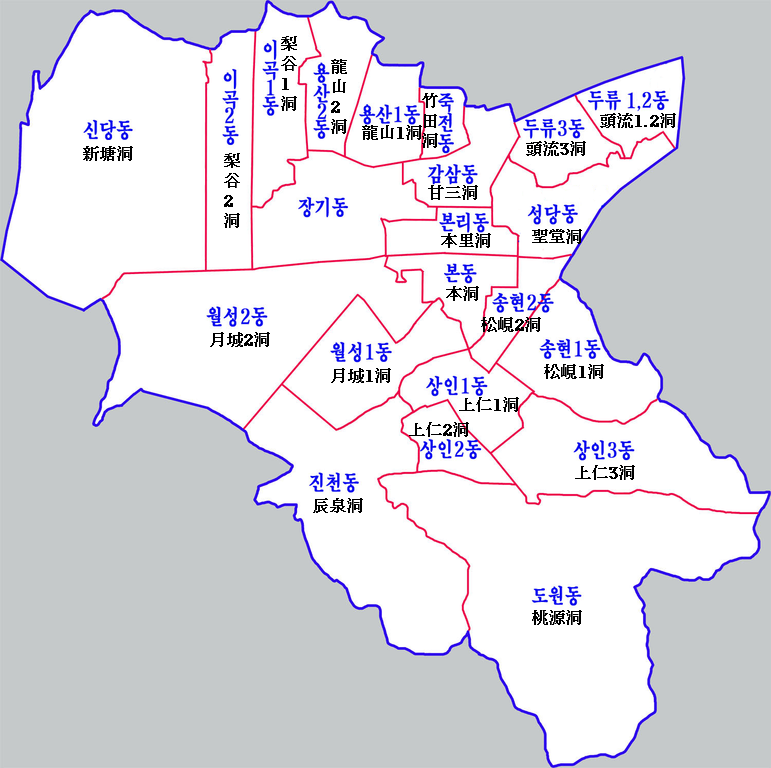

| 행정동    | 한자      | 면적 (km2) | 세대    | 인구 (명) |
| --------- | --------- | ---------- | ------- | --------- |
| 성당동    | 聖堂洞    | 1.99       | 10,625  | 23,046    |
| 두류1·2동 | 頭流1·2洞 | 1.33       | 8,308   | 14,398    |
| 두류3동   | 頭流3洞   | 1.11       | 4,103   | 8,185     |
| 본리동    | 本里洞    | 1.09       | 8,195   | 20,430    |
| 감삼동    | 甘三洞    | 1.18       | 11,288  | 26,130    |
| 죽전동    | 竹田洞    | 0.74       | 6,897   | 13,519    |
| 장기동    | 長基洞    | 3.11       | 7,198   | 17,058    |
| 용산1동   | 龍山1洞   | 1.22       | 12,472  | 30,667    |
| 용산2동   | 龍山2洞   | 1.33       | 11,455  | 28,601    |
| 이곡1동   | 梨谷1洞   | 1.82       | 9,326   | 22,921    |
| 이곡2동   | 梨谷2洞   | 2.04       | 7,129   | 16,342    |
| 신당동    | 新塘洞    | 9.38       | 17,850  | 31,990    |
| 월성1동   | 月城1洞   | -          | 11,890  | 37,084    |
| 월성2동   | 月城2洞   | 6.30       | 8,455   | 15,787    |
| 진천동    | 辰泉洞    | -          | 20,927  | 51,239    |
| 유천동    | 流川洞    | -          | 10,806  | 33,452    |
| 상인1동   | 上仁1洞   | 1.39       | 13,124  | 35,943    |
| 상인2동   | 上仁2洞   | 0.90       | 9,374   | 19,641    |
| 상인3동   | 上仁3洞   | 3.68       | 6,211   | 11,079    |
| 도원동    | 桃源洞    | 10.64      | 13,891  | 35,220    |
| 송현1동   | 松峴1洞   | 2.46       | 10,340  | 19,348    |
| 송현2동   | 松峴2洞   | 0.97       | 9,403   | 18,011    |
| 본동      | 本洞      | 1.10       | 6,107   | 12,237    |
| 달서구    | 達西區    | 62.34      | 235,374 | 542,328   |

## 인구
- 달서구(에 해당하는 지역)의 연도별 인구 추이[11]

| 연도   | 총인구    |  |
| ------ | --------- |  |
| 1990년 | 359,556명 |  |
| 1995년 | 477,620명 |  |
| 2000년 | 586,183명 |  |
| 2005년 | 593,877명 |  |
| 2010년 | 605,752명 |  |
| 2013년 | 610,358명 |  |

## 관광

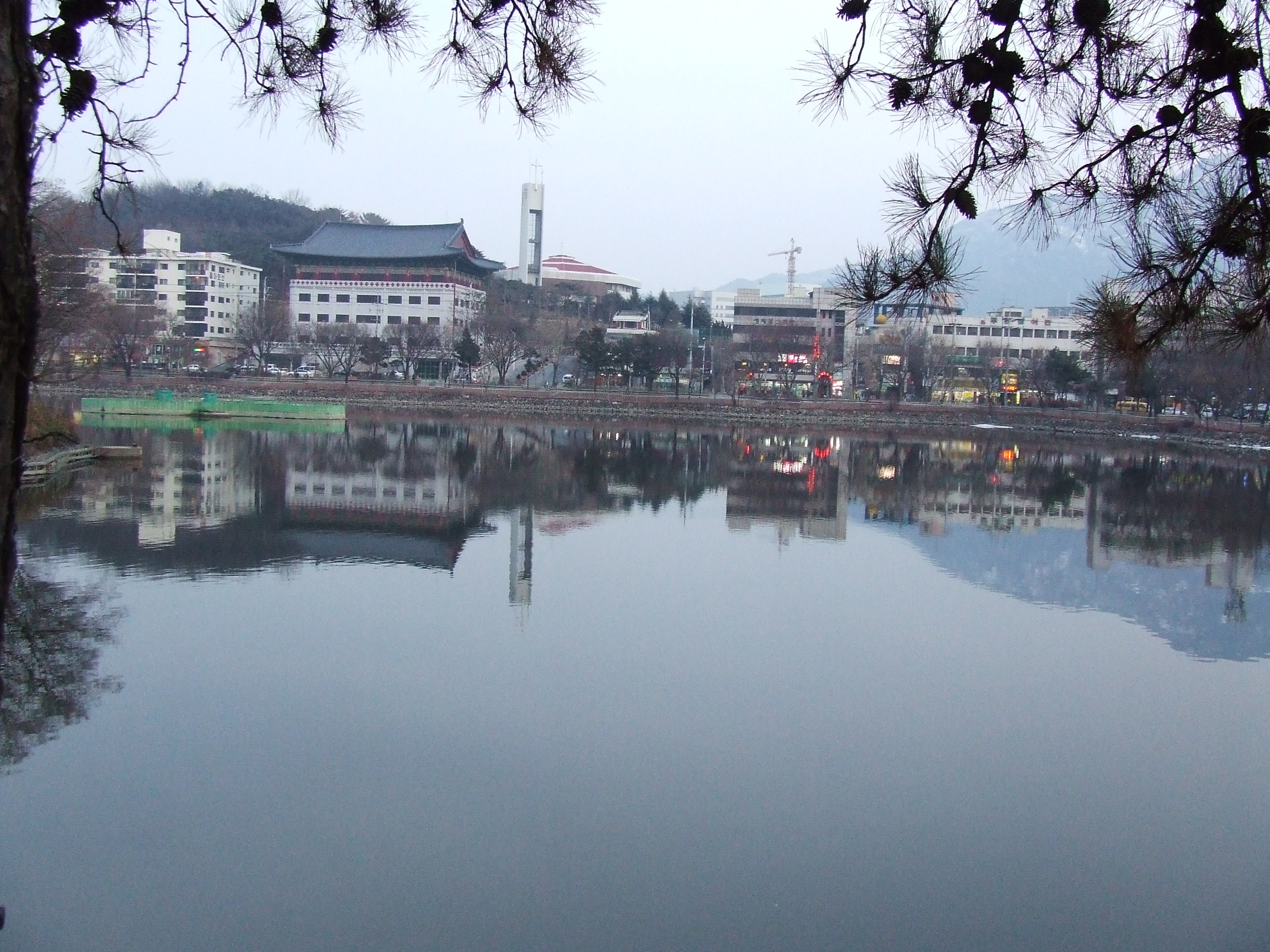
두류공원 성당못

달서구에는 문화예술회관, 83타워, 이월드, 성당못, 선사유적공원 등이 있으며, 두류공원내 야외공연장이 있어 위락·휴양·문화시설을 고루 갖춘 대구의 신중심 도시로 변모하고 있다.
- 두류공원
- 대구수목원
- 월광수변공원
- 월곡역사공원
- 이곡분수공원
- 임휴사
- 달서별빛캠프 캠핑장

## 문화재
- 대구 진천동 입석 - 사적 제411호
- 분류두공부시(언해) 권11~12 - 보물 제1051-2호
- 금강경삼가해 권2 - 보물 제772-4호
- 동인지문사육-권7~9 - 보물 제710-6호
- 예념미타도량참법 - 보물 제1320호
- 무예제보번역속집 - 보물 제1321호
- 용비어천가 권8, 9, 10 - 보물 제1463호
- 화원 우배선 의병진 관련자료-군공책 - 보물 제1334-1호
- 화원 우배선 의병진 관련자료-교지(교첩) - 보물 제1334-1호
- 대장일람집 - 보물 제1335호
- 번역명의집 - 보물 제1369호
- 사마방목 - 보물 제1464호
- 도은선생집 - 보물 제1465호
- 진일유고 - 보물 제1466호
- 신한첩 - 신한첩 곤 - 보물 제1629-2호

## 교통

### 도시철도

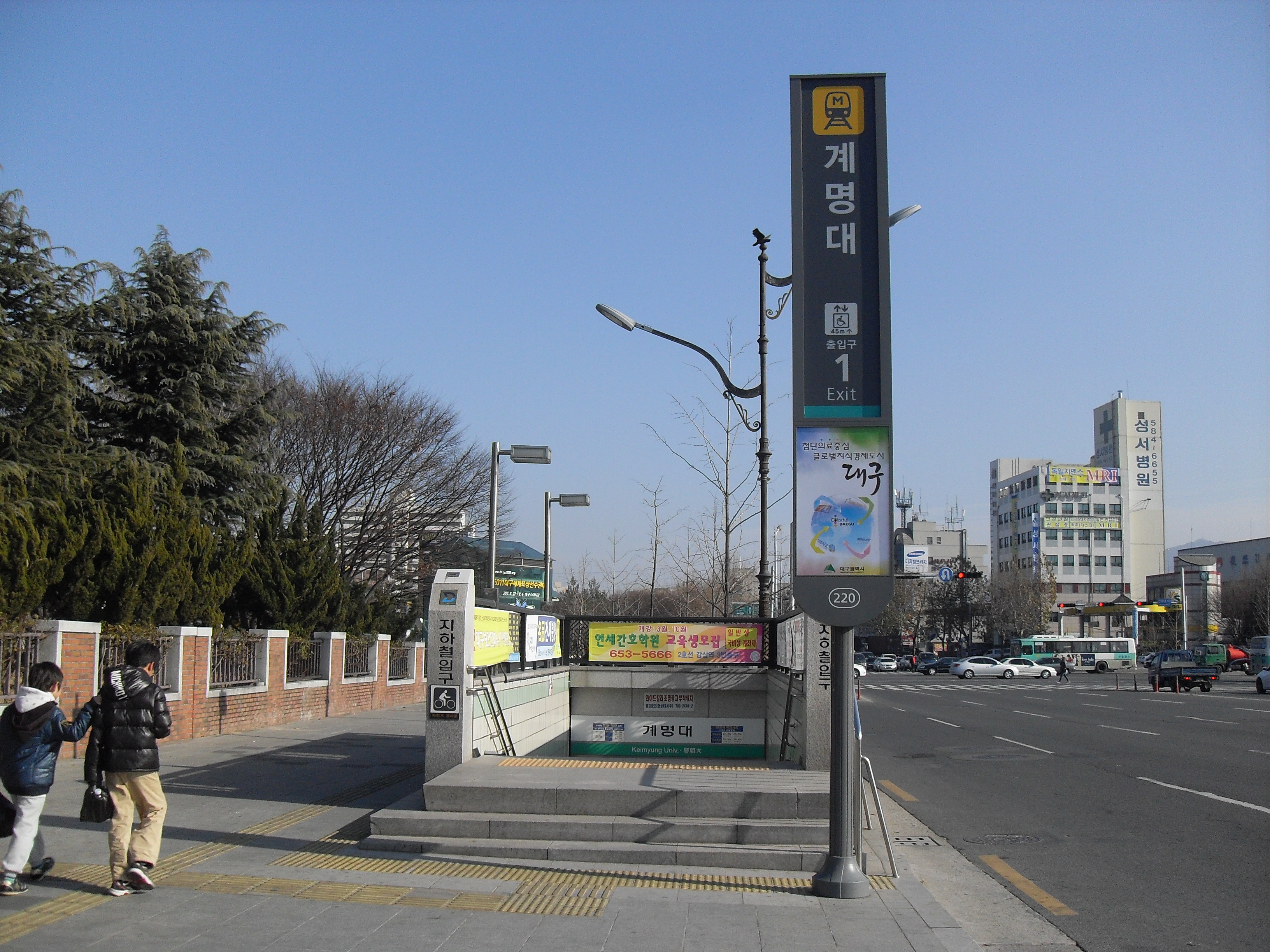
계명대역 1번 출구

달서구 중 월배 일대에는 대구 도시철도 1호선(대곡역, 진천역, 월배역, 상인역, 월촌역, 송현역)이, 성서 및 두류동 일대 지역으로는 대구 도시철도 2호선(강창역, 계명대역, 성서산업단지역, 이곡역, 용산역, 죽전역, 감삼역, 두류역, 내당역, 반고개역)이 통과한다.

### 시내버스
대구광역시 일원 및 경상북도 경산시, 영천시, 구미시, 칠곡군, 고령군 각 일부 지역을 운행한다. 대구광역시에서 운행되고 있는 시내버스는 준공영제 및 환승 제도를 시행하고 있고, 추가로 경산시의 시내버스와도 상호 환승 제도를 시행하고 있다. 현재 급행(좌석버스) 8개 노선, 순환(이하 도시형버스) 4개 노선, 간선 67개 노선, 지선 32개 노선이 있다.

## 교육 기관

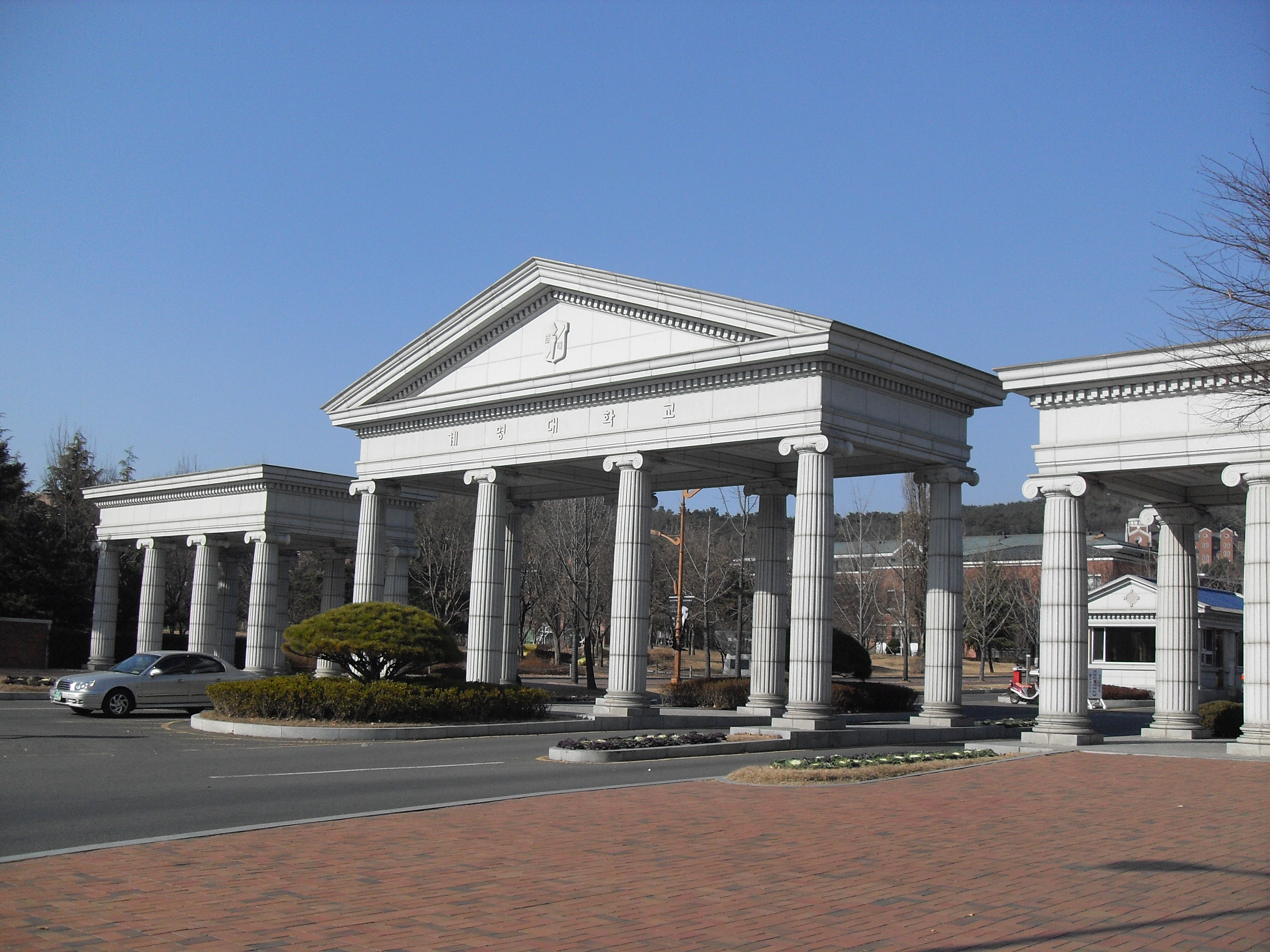
계명대학교 정문

- 사립대학교

|  | - 계명대학교 |

- 사립전문대학

|  | - 계명문화대학교 | - 대구공업대학교 |

- 고등학교

|  | - 경북기계공업고등학교 - 경원고등학교 - 경화여자고등학교 - 대건고등학교 - 대곡고등학교 - 대구달서공업고등학교 | - 대구보건고등학교 - 대구상원고등학교 - 대구외국어고등학교 - 대구전자공업고등학교 - 대구제일여자상업고등학교 - 대진고등학교 | - 도원고등학교 - 상서고등학교 - 상인고등학교 - 성산고등학교 - 성서고등학교 - 송현여자고등학교 | - 영남고등학교 - 와룡고등학교 - 원화여자고등학교 - 호산고등학교 - 효성여자고등학교 |

## 주요 시설

상인지구

### 행정기관과 공공기관
| - 대구지방식품의약품안전청 - 대한지적공사 대구·경북본부 - 대구광역시도시철도건설본부 - 대구달서경찰서 - 대구성서경찰서 - 대구학생문화센터 - 달서구청 - 대구지방보훈청 | - 대구지방법원 서부지원 - 대구가정법원 - 대구지방검찰청 서부지청 - 대구지방조달청 - 달서우체국 - 성서우체국 - 달서아트센터 - 정부대구지방합동청사 - 대구교통공사 |

### 도서관
- 대구광역시립두류도서관 : 두류공원 이월드 건너편에 위치한 시립도서관으로 1981년에 개관하였으며 20만 권 이상의 도서와 1만1천점이상의 비도서(E-Book, DVD 등)를 보유하고 있다.
- 구립 도원도서관 : 도원동에 위치한 구립도서관으로 11만권이상의 도서와 2천점이상의 비도서(E-Book, DVD)자료를 보유하고 있다.
- 구립 달서어린이도서관 : 상인1동에 위치한 구립도서관으로 유아열람실, 이야기방, 초등학생열람실 등을 갖춘 대구지역 최초 어린이전문 도서관이다.
- 구립 성서도서관 : 이곡1동에 위치한 구립도서관으로 2008년 12월에 개관하였다.
- 구립 본리도서관 : 본리동에 위치한 구립도서관으로 2011년 1월에 개관하였다.
- 구립 달서가족문화도서관 : 대천동에 위치한 구립도서관으로 2018년 4월에 개관하였다.
- 구립 달서영어도서관: 송현동에 위치한 구립도서관으로 2019년 8월에 개관하였다.
- 새벗도서관 : 상인2동에 위치한 사립도서관으로 3만8천여권의 도서와 1천여점의 영상자료를 보유하고 있다.
- 달서다문화가족도서관 : 신당동 성서종합사회복지관 내에 위치한 결혼이민자와 외국인 근로자를 위한 도서관으로 중국, 인도네시아, 베트남 등에서 발행된 단행본 2천500여권과 각 나라별 주간지, 월간지, 신문 등 정기간행물을 보유하고 있다.
- 대구점자도서관 : 송현동에 위치한 시각장애인을 위한 점자도서관이며 2800여권의 도서, 10,770점의 녹음테이프, 666점의 CD도서 등을 보유하고 있다.
- 달서구 공립 작은도서관 : 달서구 죽전동행정복지센터, 장기동행정복지센터, 용산1동행정복지센터, 이곡2동행정복지센터 및 달서구 웃는얼굴아트센터에서는 공립 작은 도서관을 운영하고 있다.

### 사회복지시설
- 종합사회복지관 : 월성종합사회복지관, 학산종합사회복지관, 본동종합사회복지관, 상인종합사회복지관, 성서종합사회복지관, 신당종합사회복지관, 본리종합사회복지관
- 노인복지시설 : 달서구노인종합복지관, 성서노인종합복지관
- 청소년복지시설 : 대구광역시청소년수련원, 달서구청소년수련관
- 장애인복지시설 : 대구시 달구벌 종합복지관, 대구시 시각장애인 복지관, 대구시 청각·언어장애인 복지관

### 산업단지
- 성서산업단지
- 대구출판산업단지

### 박물관
달서구에는 월곡역사공원내에 월곡역사박물관이 있고 계명대학교 성서캠퍼스내에 계명대학교 행소박물관이 있으며 본리동에는 온 어린이박물관이 있다.

### 주거지구
| - 송현지구 - 월배지구 | - 월성지구 - 상인지구 | - 대곡지구 - 성서지구 | - 용산지구 - 장기지구 |

## 자매 도시
| 지역 & 국가 | 도시           | 도시                              |
| ----------- | -------------- | --------------------------------- |
| 대한민국    | 경상북도       | 청송군                            |
| 대한민국    | 광주광역시     | 북구                              |
| 미국        | 오리건주       | 워싱턴군                          |
| 베트남      | 꽝남성(广南省) | 땀끼(城舖三岐)                    |
| 중국        | 산둥성(山东省) | 칭다오시(青岛) 쓰팡구(四方区)     |
| 중국        | 장쑤성(江苏省) | 옌청시(盐城市) · 둥타이시(东台市) |